# 튀르키예 축구 연맹
튀르키예 축구 연맹(튀르키예어: Türkiye Futbol Federasyonu; TFF)은 튀르키예의 축구 협회이다. TFF는 튀르키예의 축구 리그와 남자 축구 국가대표팀, 여자 축구 국가대표팀을 관리한다. 본부는 리바에 위치해 있다.